# Agneaux
Agneaux è un comune francese di 4 574 abitanti situato nel dipartimento della Manica nella regione della Normandia.

## Società

### Evoluzione demografica
Abitanti censiti

## Amministrazione

### Gemellaggi
- Bruck an der Großglocknerstraße, Austria
- Rápolt, Ungheria